# The Big Picture (álbum)
The Big Picture es el 26º álbum de estudio de Elton John, lanzado en 1997 por The Rocket Record Company.
El disco fue grabado en The Town House, de Londres, con el regreso de Chris Thomas en la producción, y fue dedicado al amigo de Elton, el modisto italiano Gianni Versace, asesinado unos pocos meses antes.

## Lista de canciones
Todas las canciones escritas y compuestas por Elton John & Bernie Taupin. 
| N.º | Título                                                                              | Duración |  |
| 1.  | «Long Way from Happiness» (segunda voz: Carol Kenyon)                               | 4:47     |  |
| 2.  | «Live Like Horses» (coro: Angel Voices Choir)                                       | 5:02     |  |
| 3.  | «The End Will Come»                                                                 | 4:53     |  |
| 4.  | «If the River Can Bend" 5:23» (coro: East London Gospel Choir)                      | 5:23     |  |
| 5.  | «Love's Got a Lot to Answer For»                                                    | 5:02     |  |
| 6.  | «Something About the Way You Look Tonight» (segunda voz: Carol Kenyon, Jackie Rawe) | 5:09     |  |
| 7.  | «The Big Picture»                                                                   | 3:45     |  |
| 8.  | «Recover Your Soul» (segunda voz: Carol Kenyon, Jackie Rawe)                        | 5:16     |  |
| 9.  | «January»                                                                           | 4:02     |  |
| 10. | «I Can't Steer My Heart Clear of You»                                               | 4:10     |  |
| 11. | «Wicked Dreams»                                                                     | 4:39     |  |